# داني نورث
داني نورث (بالإنجليزية: Danny North)‏ (7 سبتمبر 1987 في المملكة المتحدة -) هو لاعب كرة قدم بريطاني في مركز الهجوم. لعب مع باتريك أتلتيك وغريمسبي تاون ونادي سليغو روفرز ونادي شامروك روفرز وAlfreton Town F.C. ‏.

## وصلات خارجية
- داني نورث على موقع قاعدة بيانات كرة القدم.إي يو (الإنجليزية)
- داني نورث على موقع Soccerbase.com (لاعب) (الإنجليزية)